# 1-es busz (Salgótarján)
A salgótarjáni 1-es jelzésű autóbuszok a Helyi Autóbusz-állomás és Zagyvaróna, Mátyás király út között közlekednek. A viszonylatot a Volánbusz üzemelteti. Menetidő 25 perc . A járművek általában csuklós buszok szoktak lenni.

## Útvonala
| Helyi autóbusz-állomás felé:                                                                                       | Zagyvaróna, Mátyás Király út felé:                                                                                          |
| --- | --- |
| Zagyvaróna, Mátyás Király út – Őrhegy út – Zagyva út – Tarjáni út – Salgó út – Rákóczi út – Helyi autóbusz-állomás | Helyi autóbusz-állomás – Rákóczi út – Salgó út – Tarjáni út – Zagyva út – Mátyás Király útja – Zagyvaróna, Mátyás Király út |

## Megállóhelyei
| 1 (Helyi autóbusz-állomás – Zagyvaróna) |                              |          | | |
| Perc (↓)                                | Megállóhely                  | Perc (↑) | Megállóhelyet érintő járatok | Fontosabb létesítmények                                                                                              |
| 0                                       | Zagyvaróna, Mátyás király út | 25       | 1, 1U, 13, 14, 61 | |
| 1                                       | Zagyvaróna, községháza       | 24       | 1, 1U, 13, 14, 61 | Bátki József Közösségi Ház                                                                                           |
| 2                                       | Zagyvaróna, Sallai út        | 23       | 1, 1U, 13, 14, 61 | |
| 3                                       | Rónai elágazó                | 22       | 1, 1U, 13, 14, 61 3015, 3022 | |
| 4                                       | Erőmű                        | 21       | 1, 1U, 13, 14, 61 | Vízválasztó Hőerőmű                                                                                                  |
| 6                                       | Tarjáni út 1.                | 20       | 1, 1U, 13, 14, 61 | |
| 7                                       | Pintértelep                  | 19       | 1, 1U, 13, 14, 61 1347, 1349, 1352, 3015, 3022, 3024, 3030, 3034 | |
| 8                                       | Köztemető                    | 18       | 1, 1U, 13, 14, 61 | Újköztemető |
| 10                                      | Művésztelep                  | 17       | 1, 1U, 13, 14, 61 | |
| 11                                      | Salgói kapu                  | 16       | 1, 1U, 13, 14, 61 | |
| 12                                      | Kohász Művelődési Központ    | 14       | 1, 1U, 13, 14, 61 1347, 1349, 1352, 3015, 3022, 3024, 3030, 3034 | Kohász Művelődési Központ, Acélgyár                                                                                  |
| 13                                      | Acélgyári úti iskola         | 13       | 1, 1U, 13, 14, 61 | Salgótarjáni Általános Iskola Petőfi Sándor Tagiskolája                                                              |
| 14                                      | Salgó út                     | 12       | 1, 1U, 6, 7, 7A, 7B, 11, 11A, 11B, 13, 14, 19, 27A, 36, 46, 63, 63S, 113 1347, 1349, 1352, 3015, 3022, 3024, 3030, 3034                                                        | |
| 16                                      | Fő tér                       | 10       | 1, 1U, 6, 7, 7A, 7B, 11, 11A, 11B, 13, 14, 19, 27A, 36, 46, 63, 63S, 113 Hatvan–Somoskőújfalu-vasútvonal                                                                       | Salgótarján József Attila Művelődési és Konferencia Központ, Karancs Szálló, dr. Förster Kálmán Emlékpark            |
| ∫                                       | Bem utca                     | 8        | 1, 3C, 5, 6, 7, 7A, 7B, 7C, 8, 11, 11A, 11B, 14, 19, 27A, 36, 46, 58, 63, 63S                                                                                                  | Városháza, Dornyay Béla Múzeum, Apolló Mozi                                                                          |
| 18                                      | Megyeháza                    | 7        | 1, 1U, 3C, 5, 6, 7, 7A, 7B, 7C, 8, 9, 11, 11A, 11B, 13, 14, 19, 27A, 36, 46, 58, 63, 63S, 113 1305, 3055, 3058, 3075, 3080, 3081                                               | Megyeháza |
| 20                                      | Tűzhelygyár                  | 5        | 1, 1U, 2A, 2T, 3C, 5, 6, 7, 7A, 7B, 7C, 8, 11, 11A, 11B, 13, 14, 19, 27A, 36, 46, 58, 63, 63S, 113 1305, 3055, 3058, 3075, 3080, 3081                                          | Tűzhelygyár, Salgótarjáni Szakképzési Centrum Stromfeld Aurél Gépipari, Építőipari és Informatikai Szakközépiskolája |
| 21                                      | Tűzhelygyár alsó             | 4        | 1, 1U, 2A, 2T, 3C, 5, 6, 7, 7A, 7B, 7C, 8, 11, 11A, 11B, 13, 14, 19, 27A, 36, 46, 58, 63, 63S, 113                                                                             | Tűzhelygyár |
| 22                                      | Külső-pályaudvar bejárati út | 2        | 1, 1U, 2A, 2T, 3, 3C, 4, 5, 6, 7, 7A, 7B, 7C, 8, 9, 11, 11A, 11B, 13, 14, 19, 27A, 36, 46, 58, 63, 63S, 113 1305, 3055, 3058, 3075, 3080, 3081 Hatvan–Somoskőújfalu-vasútvonal | Salgótarján külső Salgótarján helyi autóbusz-állomás                                                                 |
| 23                                      | Helyi autóbusz-állomás       | 0        | 1, 1U, 2A, 2T, 3, 3C, 4, 5, 6, 7, 7A, 7B, 7C, 8, 9, 11, 11A, 11B, 13, 14, 19, 27A, 36, 46, 58, 63, 63S, 113 1305, 3055, 3058, 3075, 3080, 3081 Hatvan–Somoskőújfalu-vasútvonal | Salgótarján külső Salgótarján helyi autóbusz-állomás                                                                 |

| 1A (Zagyvaróna → Uzoni Iskola) |                              | | |
| Perc (↓)                       | Megállóhely                  | Megállóhelyet érintő járatok | Fontosabb létesítmények                                                                                              |
| 0                              | Zagyvaróna, Mátyás király út | 1, 1U, 13, 14, 61 | |
| 1                              | Zagyvaróna, községháza       | 1, 1U, 13, 14, 61 | Bátki József Közösségi Ház                                                                                           |
| 2                              | Zagyvaróna, Sallai út        | 1, 1U, 13, 14, 61 | |
| 3                              | Rónai elágazó                | 1, 1U, 13, 14, 61 3015, 3022 | |
| 4                              | Erőmű                        | 1, 1U, 13, 14, 61 | Vízválasztó Hőerőmű                                                                                                  |
| 6                              | Taráni út 1.                 | Salgótarján tömegközlekedése | |
| 7                              | Pintértelep                  | 1, 1U, 13, 14, 61 1347, 1349, 1352, 3015, 3022, 3024, 3030, 3034 | |
| 8                              | Köztemető                    | 1, 1U, 13, 14, 61 | Újköztemető |
| 10                             | Művésztelep                  | 1, 1U, 13, 14, 61 | |
| 11                             | Salgói kapu                  | 1, 1U, 13, 14, 61 | |
| 12                             | Kohász Művelődési Központ    | 1, 1U, 13, 14, 61 1347, 1349, 1352, 3015, 3022, 3024, 3030, 3034 | Kohász Művelődési Központ, Acélgyár                                                                                  |
| 13                             | Acélgyári úti iskola         | 1, 1U, 13, 14, 61 | Salgótarjáni Általános Iskola Petőfi Sándor Tagiskolája                                                              |
| 14                             | Salgó út                     | 1, 1U, 6, 7, 7A, 7B, 11, 11A, 11B, 13, 14, 19, 27A, 36, 46, 63, 63S, 113 1347, 1349, 1352, 3015, 3022, 3024, 3030, 3034                                                        | |
| 16                             | Fő tér                       | 1, 1U, 6, 7, 7A, 7B, 11, 11A, 11B, 13, 14, 19, 27A, 36, 46, 63, 63S, 113 | Salgótarján József Attila Művelődési és Konferencia Központ, Karancs Szálló, dr. Förster Kálmán Emlékpark            |
| 18                             | Megyeháza                    | 1, 1U, 3C, 5, 6, 7, 7A, 7B, 7C, 8, 9, 11, 11A, 11B, 13, 14, 19, 27A, 36, 46, 58, 63, 63S, 113 1305, 3055, 3058, 3075, 3080, 3081                                               | Megyeháza |
| 20                             | Tűzhelygyár                  | 1, 1U, 2A, 2T, 3C, 5, 6, 7, 7A, 7B, 7C, 8, 11, 11A, 11B, 13, 14, 19, 27A, 36, 46, 58, 63, 63S, 113 1305, 3055, 3058, 3075, 3080, 3081                                          | Tűzhelygyár, Salgótarjáni Szakképzési Centrum Stromfeld Aurél Gépipari, Építőipari és Informatikai Szakközépiskolája |
| 21                             | Tűzhelygyár alsó             | 1, 1U, 2A, 2T, 3C, 5, 6, 7, 7A, 7B, 7C, 8, 11, 11A, 11B, 13, 14, 19, 27A, 36, 46, 58, 63, 63S, 113                                                                             | Tűzhelygyár |
| 22                             | Külső-pályaudvar bejárati út | 1, 1U, 2A, 2T, 3, 3C, 4, 5, 6, 7, 7A, 7B, 7C, 8, 9, 11, 11A, 11B, 13, 14, 19, 27A, 36, 46, 58, 63, 63S, 113 1305, 3055, 3058, 3075, 3080, 3081 Hatvan–Somoskőújfalu-vasútvonal | Salgótarján külső Salgótarján helyi autóbusz-állomás                                                                 |
| 24                             | Volán központ                | 1U, 3, 4A, 7A, 7C, 9, 13, 19, 36, 63S, 113 1305, 3045, 3055, 3058, 3075, 3080, 3081                                                                                            | KMKK - Nógrád Megyei Területi Igazgatóság                                                                            |
| 26                             | Csokonai út, szakközépiskola | 1U, 7A, 7C, 63, 63S 3045 | Salgótarjáni Szakképzési Centrum Borbély Lajos Szakközépiskolája, Szakiskolája és Kollégiuma                         |
| 27                             | Rózsafa, bejárati út         | 1U, 7A, 7C, 63, 63S 3045 | |
| 28                             | Újtelepi elágazó             | 1U, 7A, 7C, 63, 63S 3045 | |
| 29                             | Uzoni iskola                 | 1U, 7A, 7C, 63S | Uzoni Péter Gimnázium és Általános Iskola                                                                            |

## Betétjáratok
1A
Az 1-es busz 1A jelzésű betétjárata Zagyvaróna, Mátyás király út és az Uzoni Péter Iskola között közlekedik. Kiemelt kapcsolatot biztosít a Borbély Lajos Szakközépiskolával és az Uzoni Péter Iskolával. Iskolai tanítási napokon 7:20-kor indul Zagyvarónáról. 2017.szeptember 1-ig 1U jelzéssel közlekedett.
1R
Az 1-es busz 1R jelzésű betétjárata a Helyi Autóbusz-állomás - Zagyvaróna - Rónabánya útvonalon közlekedik, iskolai tanítási napokon. A buszok Rónabányáról 7:20-kor, 14:30-kor, 16:35-kor indulnak, míg a Helyi Autóbusz-állomásról 13:55-kor és 16:00-kor. Mivel Rónabánya hegyvidéken fekszik így az 1R jelzésű buszokon szóló járművek fordulnak elő. kapcsolatot biztosít a Rónafalu Rónabánya, és a város általános és középiskoláival. 2016. április 30-án, a menetrendváltással megszűnt.

## Külső hivatkozások
- Valós idejű utastájékoztatás Archiválva 2018. augusztus 21-i dátummal a Wayback Machine-ben